# Fatumafuti
Fatumafuti è un villaggio nell'Isola di Tutuila, nelle Samoa Americane, appartenente alla Contea di Ma'Oputasi, nel distretto orientale delle Samoa Americane. È localizzata nel punto più a est della Baia di Pago Pago, a sud di Pago Pago.